# 26458 Choihyuna
26458 Choihyuna este un asteroid din centura principală de asteroizi.

## Descriere
26458 Choihyuna este un asteroid din centura principală de asteroizi. A fost descoperit pe 5 ianuarie 2000 la Socorro, New Mexico, în cadrul proiectului LINEAR. Asteroidul prezintă o orbită caracterizată de o semiaxă mare de 2,23 ua, o excentricitate de 0,07 și o înclinație de 6,1° în raport cu ecliptica.